# 纳粹德国对美国宣战

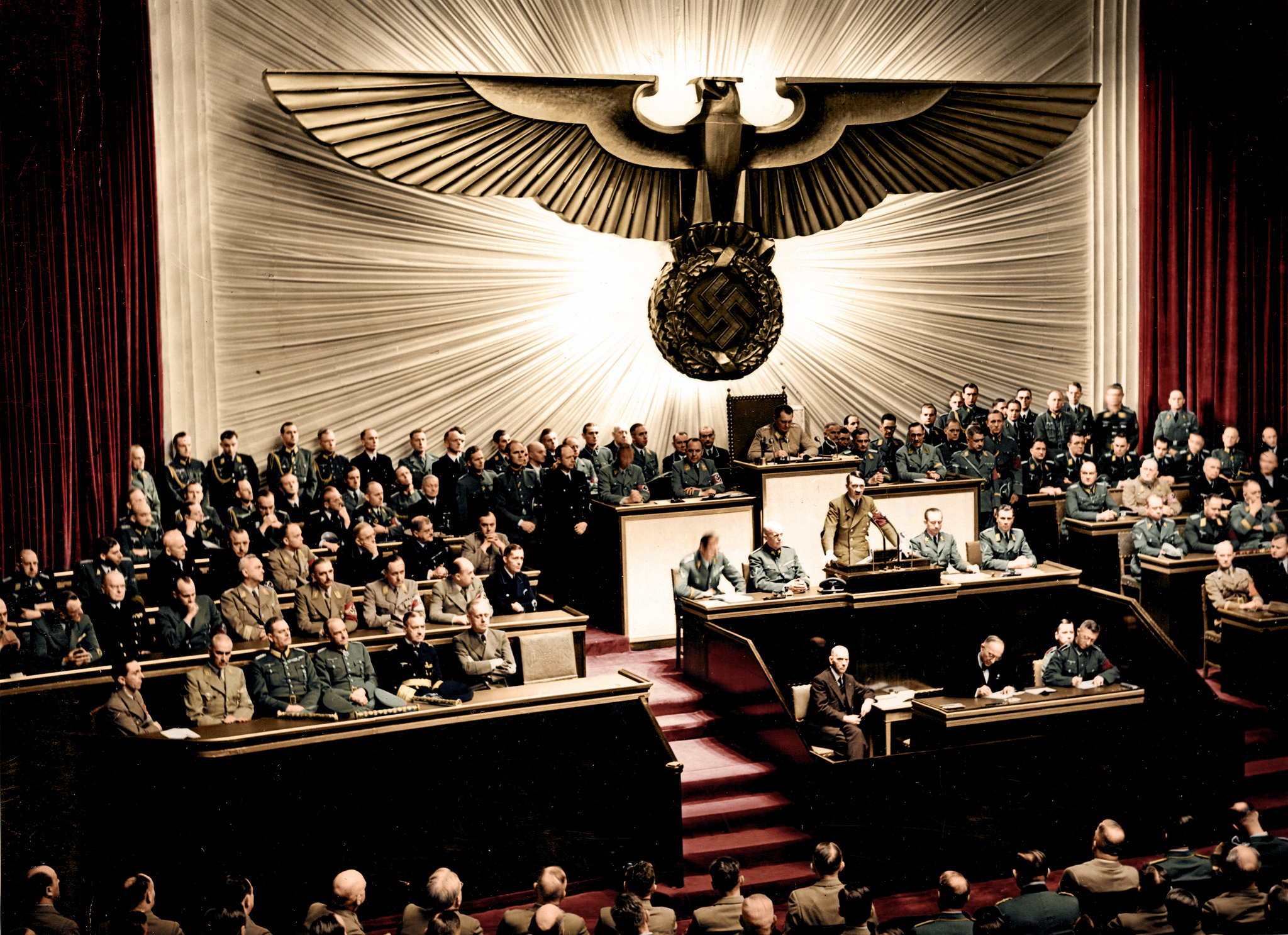
12月11日希特勒於帝國議會發表演說對美國宣戰（當天實拍照片）

1941年12月11日，即日本偷袭珍珠港和美国对日宣战四天后，德国和意大利同时对美国宣战（德語：Kriegserklärung Deutschlands und Italiens an die Vereinigten Staaten），德国方面表示宣戰是為了回应美国的一系列挑衅和借口，美国在珍珠港被偷袭后决意介入战争。那天晚些时候，美国对德国和意大利宣战。

## 背景
自第二次世界大战开始以来，德国和美国之间的关系不断恶化，这不可避免地是由于美国和英国之间的合作不断增加所致。基地驱逐舰协议、租借法案、大西洋宪章、将冰岛的军事控制权从英国移交给美国、泛美安全区的扩展以及两国之间发展的特殊关系的许多其他成果。理论上仍是中立国家的美国与第三帝国之间的关系紧张。护送前往英国的美国补给舰的美国驱逐舰已经卷入了与德国U型潜艇的事实上的战争。罗斯福不顾有影响力的美国孤立主义游说团体的反对，以及国会施加的阻止直接参与战争的法律障碍，仍希望帮助英国，这导致美国与传统的中立限制作斗争。
1941年12月7日，日本帝国海军对夏威夷珍珠港的美国海军和军事基地发动攻击，同日入侵了香港和菲律宾，日美战争爆发。尽管日本大使在12月初告知德国外交部长约阿希姆·冯·里宾特洛甫，美国与日本帝国之间的关系已经岌岌可危，但日本在袭击发生前并未通知其盟友德国。那场战争迫在眉睫。他奉命要求德国承诺在发生这种情况时根据三方条约的条款宣战。希特勒和里宾特洛甫一直敦促日本进攻并从英国手中夺走新加坡，其理由是这样做不仅会伤害英国，而且还有助于让美国远离战争。

## 动因
根据罗马-柏林-东京轴心内的协议条款，如果第三国攻击日本，德国有义务参与军事援助日本，但如果是日本攻击第三国，则没有这样的承诺。里宾特洛甫提醒希特勒这一点，并指出对美国宣战会增加德国的敌人数量，但希特勒认为这种担忧并不重要，并且几乎完全没有协商，他选择对美国宣战，想要在罗斯福对德国宣战之前就这样做。 
事实上，希特勒的宣战让英国首相温斯顿·丘吉尔松了一口气，因为他担心可能会发生两场平行但互不关联的战争——英国和苏联在欧洲对抗德国，美国和英国同时在远东和太平洋地区对抗日本帝国，这将大大削弱大英帝国的力量。随着纳粹德国针对美国的声明生效，美国作为正式盟友在这两个战区向英国提供的援助得到了保证。正如约翰·肯尼思·加尔布雷思回忆的那样，这也让美国政府的事情变得更加简单：
当珍珠港事件发生时，我们（罗斯福的顾问们）感到绝望……我们都处于痛苦之中。美国人民的情绪是显而易见的：他们决心惩罚日本人。我们可能被迫将所有努力集中在太平洋地区，此后只能向英国提供外围援助。三天后希特勒向我们宣战，真是令人惊讶。我无法告诉你我们胜利的感觉。这对他来说完全不合理，我认为他拯救了欧洲。
希特勒在没有义务的情况下向美国宣战的理由有很多。一是情绪反应：日本在不宣战的情况下发动突然袭击的策略吸引了他：1941年6月他在巴巴罗萨行动攻击苏联时也采取了同样的做法；事实上，他告诉日本驻德大使大岛浩：“我们应该尽可能猛烈地进攻，而不是浪费时间宣战。”此外世界大战的前景助长了希特勒的宏大思维倾向，并强化了他作为世界历史命运人物的感觉。正如他在德国国会大厦的宣战演讲中所说：
我只能感谢上帝，它让我在这场历史性的斗争中发挥领导作用，在接下来的五百年或一千年里，这场斗争将被描述为决定性的，不仅对德国的历史，而且对整个欧洲乃至整个世界的历史。

## 宣战文本
1941年12月11日，帝國外交部長約阿希姆·馮·里賓特洛甫向美國駐柏林臨時代辦利蘭·伯內特·莫里斯遞交了一份外交照會，正式宣战：

代辦先生！
自1939年9月3日英國對德宣戰引發歐洲戰爭爆發以來，美利堅合眾國政府公然違反所有中立規則，並越來越多地有利於德國的反對者，並且美國不斷對德國進行最嚴重的挑釁有罪，它終於訴諸公開的軍事侵略。1941年9月11日，美利堅合眾國總統公開宣布，他已命令美國艦隊和空軍立即向任何德國戰艦開火。
在10月27日的演講中。他也明確確認該命令已經生效。根據這項命令，自9月初起，美國戰艦有系統地攻擊德國海軍。美國驅逐艦，例如「格里爾號」、「卡尼號」和「魯本·詹姆斯號」按計畫向德國潛艇開火。美國海軍國務卿諾克斯先生本人證實，美國驅逐艦襲擊了德國潛艇。此外美利堅合眾國海軍奉其政府之命，將公海上的德國商船視為敵船並劫持它們，這違反了國際法。因此，帝國政府聲明：
儘管德國在整個戰爭期間嚴格遵守針對美利堅合眾國的國際法規則，但美利堅合眾國政府最終從最初違反中立行為轉向公開行為對德國的戰爭。這樣做其實造成了戰爭狀態。帝國政府因此終止與美利堅合眾國的外交關係，並宣布，在羅斯福總統發起的這種情況下，德國也認為自己從今天起與美利堅合眾國處於交戰狀態。
致以最崇高的敬意
里賓特洛甫，1941年12月11日